# Dialekte im Saarland
Im Saarland werden sowohl rheinfränkische als auch moselfränkische Dialekte gesprochen, welche alle zum Westmitteldeutschen zählen. Umgangssprachlich bezeichnen viele Saarländer ihren Dialekt als „Platt“, häufig mit Spezifizierung des jeweiligen Ortes (zum Beispiel „Sankt Wendeler Platt“).

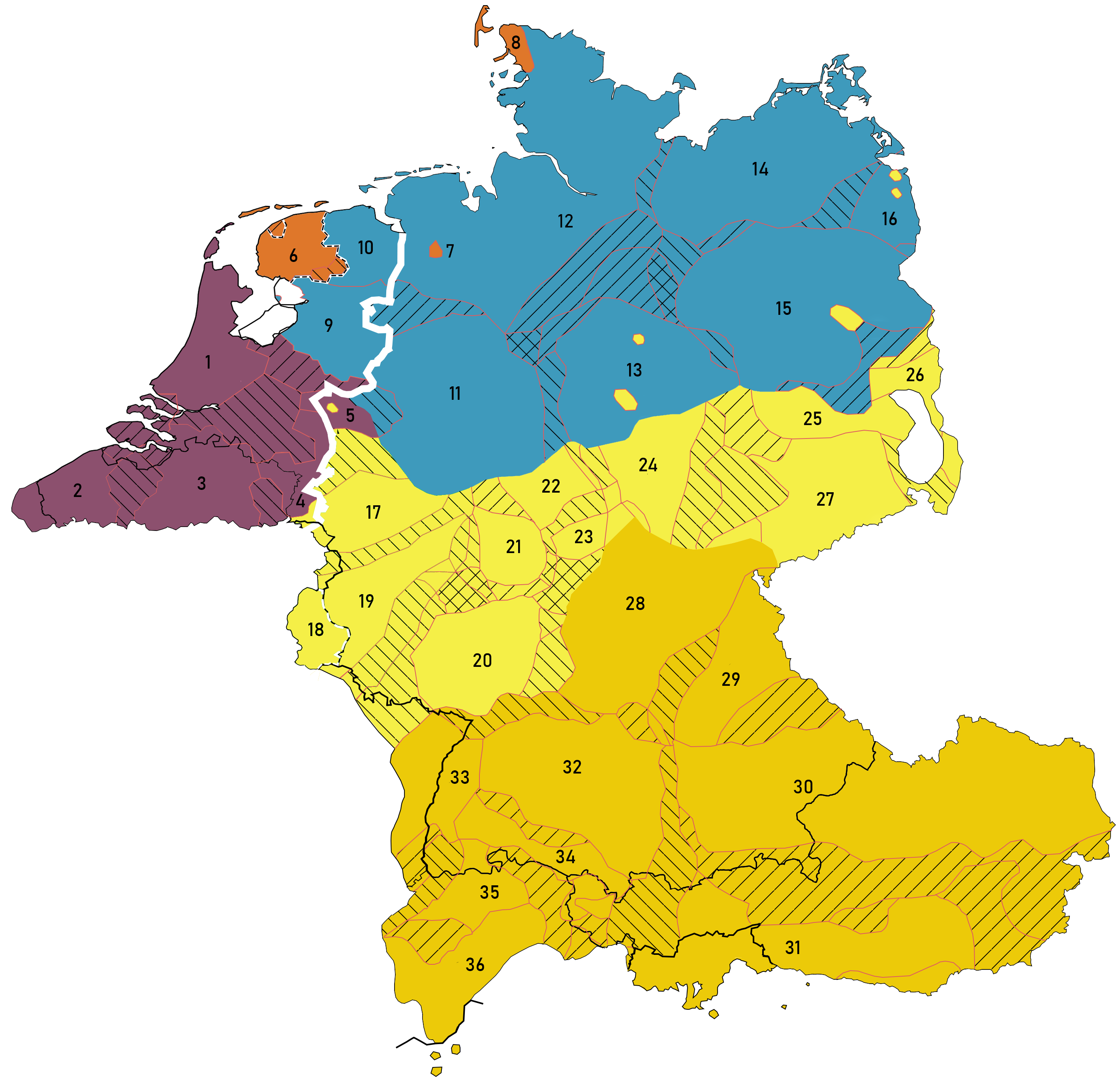
Das Saarland ist weitgehend zwischen dem mit 19 und dem mit 20 beschrifteten Gebiet

## Verbreitung
Die Sprachgrenze zwischen moselfränkischem und westpfälzischem Saarländisch folgt der das-dat-Linie (Rheinischer Fächer), die sich von Völklingen im Südwesten nach St. Wendel/Freisen im Nordosten durch das Land zieht. Außerhalb des Saarlandes werden hauptsächlich die rheinfränkischen saarländischen Dialekte, insbesondere das in der Landeshauptstadt Saarbrücken gesprochene „Saabrigga Platt“, als der saarländische Dialekt wahrgenommen.
In der Umgebung von Lebach und Schmelz verläuft entlang der Prims die „datt-watt“-Grenze. Obwohl hier kein eigentlicher Inseldialekt gesprochen wird, besitzt die Schmelzer Mundart Eigenheiten, die im übrigen Saarland in dieser Form nicht auftreten, da Schmelz eine letzte Hochburg des moselfränkischen Dialektes hin zum Rheinfränkischen bildet.
In Anspielung auf die typisch moselfränkischen Ausdrücke „lòò“ (da, dort) und „hei“ (hier) wird die Gegend um Lebach und Schmelz im Saarland – insbesondere unter Sprechern der Stadtdialekte – als die „Lohei“ bezeichnet.
Darüber hinaus gibt es weitere kleinere Dialektinseln in den Saarbrücker Ortsteilen Ensheim und Eschringen sowie in Kleinblittersdorf-Bliesransbach und in Mandelbachtal-Bliesmengen-Bolchen. In den dortigen Dialekten sind Formen zu finden, die sich durch noch nicht erfolgte Diphthongierung der alten Monophthonge auszeichnen. Damit sind die Mundarten zum Lothringischen zu rechnen, die sonst nur in Frankreich gesprochen werden, dort aber vom Französischen bedroht sind. Zwar wird bei all diesen Mundarten des Öfteren fälschlicherweise ein alemannischer Ursprung oder ein Übergang zum Alemannischen postuliert; in Wahrheit handelt es sich um Randzonen, in denen die hochdeutsche Diphthongierung nicht durchgeführt wurde – wie im Südalemannischen, im Niederdeutschen, einigen thüringischen Dialekten und Ripuarischen.

### Geschichtliche Entwicklung
Die älteste nachweisbare Sprachschicht des Saarlandes aus dem 13. Jahrhundert zeigt seine heutigen Gebietsgrenzen hauptsächlich eingebunden in die Sprachräume der Territorien Trier, Lothringen und Luxemburg. Die Sprache des Landes an der Saar wurde geformt und umgeformt von aus dem Norden (z. B. niederdeutsche und mittelfränkische Sprachformen) und dem Süden (z. B. baierisch-oberdeutsche und elsässisch-alemannische Sprachformen) kommenden Sprachbewegungen. Bei der aus dem Süden kommenden Sprachumbildung ist die frühneuhochdeutsche Diphthongierung wichtig. Darunter versteht man die Entwicklung der Langvokale î, û und iu (gesprochen: ü [y]) zu ei, au und eu/äu. Die neuhochdeutsche Diphthongierung ging ab dem 12. Jahrhundert vom Südosten des deutschen Sprachraums (heutiges Kärnten, Steiermark) aus und verbreitete sich in den folgenden Jahrhunderten nordwärts in den mitteldeutschen Sprachraum. Der Kontakt mit dem elsässisch-alemannischen Sprachraum ist zum Beispiel in der saarländischen Aussprache der „scht“-Formen gegen die „st“-Formen (z. B. „fescht“, „Luschd“, „hascht“, „bischt“, „muscht“ statt „fest“, „Lust“, „hast“, „bist“, „musst“) festzustellen. Im 14. Jahrhundert setzten von Osten her entlang der Straße Kaiserslautern-Metz umfangreiche sprachliche Neuerungen ein. Dabei wurde der Osten des Saarlandes aus dem bisherigen trierisch-lothringischen Sprachverband gelöst, umgestaltet und zunehmend in den pfälzischen Raum eingebunden. Dabei hat sich in einem Zeitraum von etwa 1350 bis 1600 die heutige „dat/das-Linie“ herausgebildet. Seit der Industrialisierung wurde die Sprache im Saarland nicht mehr aus dem pfälzischen Raum beeinflusst, sondern durch die sich immer weiter verbreitende Schriftsprache.
Die Manifestation der Grenzlinien (z. B. der Verlauf der das-dat-Linie von Völklingen nach Nordosten) kann, neben anderen Gründen (wie z. B. der sog. Heimläufergrenze), auch aus konfessionsgeschichtlichen und politischen Gegebenheiten erklärt werden: Die rheinfränkischen Sprachgebiete des Saarlandes gehörten vor 1815 im Wesentlichen zu den protestantischen Herrschaften (z. B. der Grafschaft Saarbrücken und des Herzogtums Zweibrücken), während die moselfränkischen Teile maßgeblich vom katholischen Kurfürstentum Trier beeinflusst waren. Auch die Ensheim-Eschringer-Sprachinsel könnte auf derartige Gründe zurückzuführen sein, denn Ensheim gehörte seit dem Mittelalter dem einflussreichen Kloster Wadgassen, wobei es von Saarbrücker Gebiet umschlossen ist. Auch die Beobachtung, dass sich im Großraum Saarbrücken im 17. und 18. Jahrhundert der Dialekt vom moselfränkischen hin zum rheinfränkischen Einfluss veränderte, dürfte auf diese Gegebenheiten zurückzuführen sein.
Eine weitere Dialektgrenze macht sich nach Süden an der Heimläufergrenze fest: Nur jenseits davon war es den Bergleuten möglich, vor und nach der Schicht ihre Heimatdörfer noch zu Fuß zu erreichen. Dieses Gebiet hatte in der Zeit der industriellen Revolution eine eigene, vom übrigen Saarland abweichende Sprachentwicklung.

## Wortschatz

### Beispiele
| Standarddeutsch | Saarländisch                                                               | Saarländisch                          |
| Standarddeutsch | Rheinfränkisch                                                             | Moselfränkisch                        |
| --- | -------------------------------------------------------------------------- | ------------------------------------- |
| ja | jòò                                                                        | jòò                                   |
| nein | nää                                                                        | nää, nään                             |
| was? | was?/hä?                                                                   | watt?                                 |
| wozu? | for was?/fawas/ferwas?                                                     | for watt?/fawatt?/fier wa(tt)?        |
| ich/mich/dich | isch/misch/disch, aber auch: ich, mich, dich                               | eisch/meisch/deisch, ësch/mësch/dësch |
| du | du, de (unbetont)                                                          | dau, doo, de (unbetont)               |
| Hallo, wie geht es dir, was macht die Familie/Arbeit/der Beruf etc.? – Mir geht es gut, danke der Nachfrage, und selbst? | Unn? – Jò, unn du/unn selbschd?/ unn selwer?                               | Onn? – Jó, unn selwat?                |
| Kartoffeln | Grumbeere/Grumbiere/Grombeere                                              | Grompern/Grumbern/Krumpern/Grommberde |
| Karotten | Gellerriewe                                                                | Gellreiwen                            |
| Erkältung | Freck                                                                      | Freck                                 |
| Hosenträger | Galljäh                                                                    | Galljäh, Gallierr, Gallien            |
| Regenrinne | Kannel, Kandel                                                             | Kaandel, Käänell, Kundel, Kòndel      |
| lernen, lehren | lehre                                                                      | leeren, lieren                        |
| ausleihen, verleihen | lehne, faleihe, verlehne, velehne                                          | leehnen, verleehnen, leïhnen          |
| (etwas) verstecken, (mich) verstecken                                                                                    | (ebbes) verschdobbele/vaschdobbele, (misch) verschdegge(le)/veschdegge(le) | verstoppen/verstoppeln                |
| sich fürchten | graule                                                                     | graulen, ferten                       |
| hässlich, unansehnlich                                                                                                   | schròò                                                                     | schròò                                |
| schnell | dabba                                                                      | siër / dapper, siehr                  |
| jetzt erst recht | grad selääds („gerade zuleide“)                                            | grad selääds, express                 |
| die Nase voll haben, traurig/niedergeschlagen sein                                                                       | die/de Flemm hann, schnibbisch sin                                         | de Flemm hann/hunn                    |
| schau mal da | lu/gugg mòòl/emòòl dòò, gugg e mòòl dòò                                    | l(o)u mò lòò, l(o)u mò lei            |
| Siffiger, hässlicher Mensch                                                                                              | Pootsche/Pootche                                                           | Babbich Kerschdche                    |

### Besonderheiten

#### holleundnemme
Viele Saarländer verwenden meistens das Wort holle/hole (‚holen‘) statt des Wortes nemme (‚nehmen‘). Nehmen wird in weiten Teilen des Saarlandes fast völlig von holen ersetzt oder kommt nur noch in Verbindung mit Vorsilben (abnemme, mitnemme, im Moselfränkischen auch dort nicht mehr: aafhollen, mëdhollen) vor. Dies hat sich auch in der (hochdeutschen) lokalen Umgangssprache niedergeschlagen, so sagte auch der Saar-Politiker und Bundesminister (des Auswärtigen) Heiko Maas in einem Tagesschauinterview „Für so eine Entscheidung muss man sich eben genug Zeit holen“ (statt „Zeit nehmen“).
Beispiele
- Isch holl mei Medizin (Ich nehme meine Medizin), auch: Ich hòòl mei Medizin
- Holl’s dà nur (Nimm es dir ruhig), auch: Hòòl’s dà nor
- Isch hann abgeholl (Ich habe abgenommen, auch: Ich hann abgenomm)
- Isch holl mir’s Lëwwe/Lääwe (wörtlich: Ich nehme mir das Leben, eigentlich: Ich überanstrenge mich), auch: Ich hòòl ma’s Lääwe

#### Ei
Ein häufig benutztes Füllwort ohne direkte Bedeutung ist das Wort Ei. Es wird oft, ähnlich wie das englische well, bei Antworten am Satzanfang benutzt und ist nicht bzw. bedingt mit "also" übersetzbar ('Ei dann' = 'Also dann'). Insbesondere markiert es auch Antworten bei nacherzählten Dialogen und dient als Denkpause vor der eigentlichen Antwort.
Beispiele
- Eijò (oder langgezogen, um für Nachdruck zu sorgen: Eijòòò)!/Ei jò!/Ei sëscher! (Ja, gewiss!)
- Ei isch gehn emmòòl gugge (Ich sehe (also) mal nach)
- Un dann hann isch’s gefròòt, ob’s noch Luschd hätt. – Ei nää! (Dann fragte ich sie, ob sie noch Lust habe. – Nein!)

#### Abweichende Ortsbezeichnungen
Viele Ortsnamen werden stark abweichend von der offiziellen Schreibweise ausgesprochen.
Beispiele
- Altroff (Niedaltdorf) – die Form -truff oder -troff für Orte, die im Hochdeutschen auf -dorf enden, setzt sich über die Landesgrenze nach Lothringen fort und ist dort in die offizielle Schreibweise der Ortsnamen eingegangen: Grosbliederstroff u. v. m.
- Daarle (Saarbrücken St. Arnual)
- Däschdersch (Dörsdorf)
- Häschbre (Hasborn)
- Kaltnaggisch (Herrensohr)
- Mäbinge (Marpingen)
- Sietzert (Sitzerath)
- Berweld (Bierfeld)
- Wiwwelskeije (Wiebelskirchen)
- Moolschd (Malstatt) Ortsteil von Saarbrücken
- Bätschbach (Bexbach)
- Hombursch (Homburg)
- Kerbrich (Kirrberg)
- Hoob (Hoof)
- Bräwadd (Breitfurt)
- Dengmert (St. Ingbert)
- Bedofingen (Neuforweiler)
- Honzert (Honzrath)
- Neinkerje (Neunkirchen)
- Kaschdel (Blieskastel)

Orte, die im Namen ein „-weiler“ am Ende tragen (Ottweiler, Landsweiler etc.), werden -willer/-willa ausgesprochen (Ottwilla, Landswilla). Im benachbarten Lothringen findet man die Aussprache „-willer“ oft als offiziellen Ortsnamen vor.
Die abweichende Aussprache der offiziellen Ortsnamen erstreckt sich auch auf Ortsbezeichnungen in grenznahen Gebieten von Rheinland-Pfalz, mit denen ein Dialektkontinuum besteht:
- Laùätre oder Laut(e)re (Kaiserslautern)
- Zweebrigge (Zweibrücken)
- Baamella (Baumholder)
- Sóuschett (Grimburg)

#### Herkunftsbezeichnungen auf -a
Die Herkunftsbezeichnungen der Einwohner von Orten, die auf -en (im Dialekt -e) enden, werden im Saarland meist mit -er (Dialekt: -a) gebildet, während im Hochdeutschen die Endung -ener üblich ist.
Beispiele
- Dialekt: Saarbrigge → Saarbrigga
  - Hochdeutsch: Saarbrücken → Saarbrücker (vergleiche auch Saarbrücker Zeitung)
- Dialekt: Neinkeije → Neinkeija
  - Hochdeutsch: Neunkirchen (Saar) → Neunkircher (und nicht Neunkirchener)
aber: Neunkirchen (Nahe) → Nin(g)keier – Neinkirier
- analog Dillingen, Zweibrücken, Pachten und so weiter.
  - aber: Roden → Rodena
- Tholey – Tholer nicht Tholeyer
- Hasborn – Häschber nicht Hasborner
- Berweller – Bierfelder

##### Ausnahmen
Die Regel wird nicht auf Orte außerhalb des rhein-moselfränkischen Dialektgebietes angewendet, in deren Region die -ener-Regel gilt; auch im Dialekt heißt es daher Dresd(e)na (Dresdner) oder Minsch(e)na (Münchner), jedoch heißt es auch Erlanga (Erlanger) oder Brema. Mit anderen Worten – es gilt die Bildungsregel an dem Ort, von dem die Rede ist: Bremer heißen überall Bremer, Münchner heißen überall Münchner und Saarbrücker heißen überall Saarbrücker.

#### Hang zum Diminutiv
Ähnlich wie in anderen Dialekten ist die Neigung zu häufiger Verwendung des Diminutivs.

#### Vor- und Familiennamen
Wie in anderen süddeutschen Dialekten werden (vor allem von älteren Dialektsprechern) dritte, also nicht anwesende Personen in der Regel mit vorangestelltem Familiennamen benannt: „De Meier Kurt“, „Meiersch Hilde“. Zu beachten ist, dass auch bei verheirateten Frauen der Geburts- bzw. Mädchenname als Geschlechtername verwendet wird. Frau Hilde Becker geb. Meier ist bis an ihr Lebensende „Meiersch Hilde“, da sie aus Familie Meier stammt, und nicht „Beckersch Hilde“.

### Französischer Einfluss
Das Saarland war jahrhundertelang ein Spielball der Interessen zwischen Deutschland (Preußen, Bayern u. a.) und Frankreich. Neben einigen französischen Ortsnamen stammen aus dieser Zeit auch Einflüsse auf das saarländische Vokabular.
| Deutsch                             | Saarländisch (Rhein- oder Moselfränkisch)             | Französischer Ursprung                                |
| ----------------------------------- | ----------------------------------------------------- | ----------------------------------------------------- |
| Bettdecke, Federbett                | Plümmo                                                | plumeau (Daunenbett, Daunendecke; von plume = Feder)  |
| Gehsteig                            | Troddwa/Troddewa/Trottuar                             | trottoir                                              |
| Kopf                                | Däätz                                                 | tête                                                  |
| leise, (auch: ruhig angehen lassen) | dussma (jetz mach’ mòòl dussma)                       | doucement                                             |
| auf, los, hopp! (auch: tschüs!)     | allé (alleh/alláa dann!)                              | aller (gehen)                                         |
| missmutig sein                      | d(i)e Flemm hann                                      | avoir la flemme (zu faul sein, etwas zu tun)          |
| locker, humorvoll                   | klòòr                                                 | coloré (couleur = Farbe)                              |
| Sofa                                | Schess(e)long                                         | chaise longue                                         |
| Kinderwagen/K. fahren               | Scheesewään(s)che/(rum-)scheese                       | bezieht sich ebenfalls auf chaise = Stuhl             |
| Traufe, Abfluss                     | Kullang                                               | couler (abfließen), coulant (fließend, hinabfließend) |
| Geldbörse                           | Portmonnää/Portmonnäi                                 | porte-monnaie                                         |
| zurück                              | rèduur [-'-]                                          | retour                                                |
| es eilig haben                      | pressiere (mir pressiert’s)/pressere (mer pressert’s) | presser                                               |
| Gerichtsvollzieher                  | Hissje                                                | huissier                                              |
| zum/zur Liebsten gehen, freien      | pussiere/posseere (gehn)                              | pousser = drücken                                     |
| mir ist kalt                        | ich han (habe) kalt                                   | j'ai froid (wörtlich: ich habe kalt)                  |
| Regenschirm                         | Parapli                                               | parapluie                                             |
| Johannisbeeren / Stachelbeere       | Gròòscheln                                            | groseille                                             |
| Vorhang                             | Riddong                                               | rideau                                                |

## Schreibweise
Wie bei anderen deutschen Mundarten existiert keine standardisierte Schriftsprache. Von Mundartautoren wird der saarländische Dialekt phonetisch (der Aussprache entsprechend) in einer angepassten deutschen Rechtschreibung geschrieben. Hierbei wird ein zusätzlicher Buchstabe benötigt, um das lange offene O [ɔː] vom langen geschlossenen O abzugrenzen (siehe unten, Abschnitt Phonetik): Hierfür wird ò oder auch òò (um die Länge zu betonen) geschrieben. Die in der Bairischen Sprache für einen ähnlichen Laut oft genutzte Schreibweise å wird nur sehr selten verwendet. Zusätzlich wird in den Moselfränkischen Mundarten das "ë" (ungefähr zwischen ö und ë) wie im benachbarten und verwandten Luxemburgischen verwendet.

## Phonetik
Da die genaue Aussprache meistens von Dorf zu Dorf variiert, müssen die im folgenden Abschnitt genannten Regeln nicht notwendigerweise auf alle Regionen zutreffen. Insbesondere zwischen den rheinfränkischen und moselfränkischen Dialekten bestehen Unterschiede.

### Konsonanten
Charakteristisch für das Saarländische ist die binnendeutsche Konsonantenschwächung, d. h. die Neutralisation (Phonologie) des Unterschieds zwischen stimmhaften und stimmlosen Konsonanten. Dies führt dazu, dass für Sprecher des Standarddeutschen insbesondere am Silbenanfang eigentlich stimmhafte Konsonanten als stimmlos wahrgenommen werden können und umgekehrt.
Konsonanten werden meist eher etwas stimmhaft ausgesprochen (z. B. in Laddezòòn, „Lattenzaun“), was normalerweise auch schriftlich wiedergegeben wird. Umgekehrt findet eine deutlich wahrnehmbare Anlautverhärtung typischerweise bei Gruppierungen aus Konsonant + /r/ am Silbenanfang statt.
Beispielsweise sind für den Saarländer die Aussprachen [pʁoː'ɡʁam] und [bʁoː'kʁam] des Wortes Programm allophon (sprich, man könnte aus phonetischer Sicht genauso gut Brokramm schreiben – dies würde die Aussprache nicht oder nicht wahrnehmbar ändern). Eine solche Anlautverhärtung wird jedoch üblicherweise nicht schriftlich wiedergegeben. Sie ist darüber hinaus auch in anderen deutschen Dialekten anzutreffen.
Ebenfalls typisch saarländisch ist die Nichtunterscheidung zwischen sch [⁠ʃ⁠] und weichem ch [⁠ç⁠] (ch wie in weich, nicht wie in Loch): Beide Phoneme sind in weiten Teilen des Saarlandes allophon und werden als relativ weiches, fast schon stimmhaftes sch ausgesprochen. Dieser Laut, ein alveolopalataler Reibelaut [⁠ɕ⁠], liegt zwischen dem Standarddeutschen sch und ch. Diese Allophonie führt beispielsweise dazu, dass die Wörter Kirche und Kirsche beide als Kersch /kɛɐɕ/ ausgesprochen werden und nur anhand des Kontexts unterscheidbar sind.
Auch die Lautwerte für ch (wie in Loch) und r scheinen dichter beisammenzuliegen als in vielen anderen Regionen Deutschlands. Die im Deutschen vielfältig variierende Aussprache des r kann im Saarländischen fast mit der stimmhaften Aussprache des ch ([⁠ʀ⁠] statt stimmlos [⁠χ⁠] oder [⁠x⁠]) zusammenfallen, z. B. etwa raare [ʁaːʁɘ] (Ostsaarländisch für rauchen).
Ähnlich wie das Niederdeutsche haben auch das Rheinfränkische und insbesondere das Moselfränkische einige der Lautverschiebungen des Standarddeutschen nicht mitgemacht:
- Die Konsonantenkombination pf /⁠p͡f⁠/ in hochdeutschen Wörtern wird im Saarländischen grundsätzlich zu pp, z. B. in Kopp („Kopf“), Päär („Pferd“) oder Abbel („Apfel“). Dies ist charakteristisch für Dialekte nördlich der Speyerer Linie/Mainlinie.
- Die Aussprache des b verändert sich intervokalisch zu w, z. B. in e Weib, zwää Weiwer („ein Weib, zwei Weiber“) oder weewe („weben“). Die Aussprache dieses w kann in solchen Fällen auch eine Art Mischung aus b und w darstellen; es ist fast ein b, bei dem die Lippen jedoch nicht vollständig geschlossen sind ([⁠β⁠]). Dieser Sachverhalt ist insofern bemerkenswert, als das Saarland eigentlich südlich der Bopparder Linie liegen sollte. Im Moselfränkischen Teil des Saarlandes geschieht dies auch im Wortauslaut, z. B. Korf im Gegensatz zu Korb.
- Umgekehrt kann – im Rheinfränkischen Teil – im Wortauslaut auch ein w zu einem b mutieren, z. b. in e Leeb, zwä Leewe, e Leebsche („ein Löwe, zwei Löwen, ein Löwchen“). Auch in diesem Fall wird die Aussprache des w unscharf und tendiert zu [⁠β⁠].
- Im Moselfränkischen findet sich darüber hinaus je nach Kontext eine systematische Verwendung von t anstelle von s, z. B. in wat? („was?“), im Rheinfränkischen hingegen nicht. Dieser Unterschied stellt das Hauptunterscheidungsmerkmal zwischen rheinfränkischem und moselfränkischem Saarländisch dar; die Grenze zwischen den beiden Dialektgruppen wird daher das/dat-Linie genannt (auch: Sankt Goarer Linie oder Hunsrück-Schranke).

### Vokale
Im Standarddeutschen existieren nur zwei Aussprachen für O, nämlich eine kurze offene /⁠ɔ⁠/ (z. B. in „offen“) und eine lange geschlossene /oː/ (z. B. in „groß“). Das Saarländische kennt zusätzlich eine weitere, nämlich das lange offene o /ɔː/, häufig geschrieben als òò. Diese wird typischerweise anstelle eines langen a verwendet, z. B. in klòòr („interessant“; eigentlich „klar“[In manchen Regionen steht klòòr aber auch für witzig oder auch verwunderlich z. B.: Das iss jo klòòr = Das ist ja komisch/seltsam]) oder in hòòrisch („haarig“), aber beispielsweise nicht in groß [kʁoːs].
Der Laut ö (im Standarddeutschen je nach Länge [øː] bzw. [⁠œ⁠]) existiert im Saarländischen nicht nativ (Entlabialisierung). Langes ö wird zu ee [eː] (z. B. in scheen „schön“), kurzes ö wird zu e bzw. ä [⁠ɛ⁠] (z. B. in Werda „Wörter“).
Ebenso existiert im Saarländischen kein ü. Es wird in den meisten Fällen durch i ersetzt (z. B. in iwwa „über“, Gligg „Glück“), wobei ein kurzes i im Anlaut oft noch etwas dumpfer und mit angedeuteter Rundung gesprochen wird; ungefähr [⁠ɨ⁠] (oder gar [ʉ̟]). Es findet jedoch nicht immer eine Ersetzung durch i statt, so z. B. in Hundsche (Hündchen) oder in dòòdefòòr (dafür).
Zudem sprechen viele Saarländer zum Schwa tendierende Mischlaute anstelle von kurzen geschlossenen und halbgeschlossenen Vokalen, also zwischen kurzem „i“ und „e“ liegend, z. B. „/nɪt/“ → „/nɘt/“ → „/nət/“ (nicht), sowie zwischen kurzem „o“ und „u“, z. B. „/ʃʊlːɐ/“ → „/ʃɵlːɐ/“ → „/ʃəlːɐ/“ (Schulter). Die Übergänge dabei sind fließend und die Verwendung variiert zwischen Regionen und Personen.

### Diphthonge
Weiterhin typisch saarländisch ist die oft etwas geschlossenere und weiter vorne liegende Wiedergabe der Diphthonge ei als [ɐɪ̯] (statt [aɪ̯]) und au als [ɐɵ̯] (statt [aʊ̯]).
Der Diphthong eu ist im Saarländischen nicht existent, sondern wird durch ei (oder auch au, je nach Region) ersetzt, z. B. in eier bzw. auer „euer“ oder nei (auch nau) „neu“. Wird er, beispielsweise zur Verdeutlichung einer Aussage durch hochdeutsche Aussprache, dennoch bewusst ausgesprochen, so wird er typischerweise lokal gefärbt eher als [ɵʏ̯] oder [ɵɪ̯] (statt hochdeutsch [ɔʏ̯]) wiedergegeben.
Insgesamt zeichnen sich die saarländischen Dialekte ohnehin durch weitgehende Diphthongarmut aus. Viele Wörter, welche im Hochdeutschen einen Diphthong aufweisen, verfügen in den saarländischen an der entsprechenden Stelle einfach nur über einen Vokal. Wird ein Diphthong durch einen Vokal ersetzt, so geschieht dies halbwegs regelmäßig; allerdings scheint es keine Regel zu geben, welche bestimmt, in welchen Fällen der Diphthong ersetzt wird und in welchen nicht. Hier eine vermutlich unvollständige Liste:
- ei→[ɛː] oder [⁠ɛ⁠]: kää bzw. kenn (je nach Region) für „kein“; analog „klein“
- ei→[⁠ə⁠]/[⁠ɘ⁠]: e für „ein“.
- au→aa/òò: laafe bzw. lòòfe (je nach Region) für „laufen“. Analog „kaufen“, „Baum“
- au→u/o: uff, auch off (je nach Region) für „auf“.
- au→ou: Schlouch für „Schlauch“, Bouch für „Bauch“ (vornehmlich bei älteren Sprechern)

Man beachte insbesondere, dass die Ersetzungen ein und desselben Diphthongs auch innerhalb einer Region unterschiedlich sein können, z. B. in uffkaafe (aufkaufen) oder in Rään(e)m („Reinheim“; Ortsname, vom Verb rääne = regnen; das e wird als extrem kurzes [⁠ə⁠] ausgesprochen).

### Klitika
Wie auch in vielen anderen Dialekten verschmelzen insbesondere Pronomina und Artikel, teilweise aber auch andere unbetonte Wörter mit vorangehenden oder nachfolgenden Wörtern; sie werden klitisch.
(Extrem-)Beispiele
- Hannersm gesaat? – „Habt ihr es ihm gesagt?“ (dreifach klitisch)
- Unnshatne gefròòt, obbers mache dääd. – „Und es (=sie) hat ihn gefragt, ob er es machen würde.“ (sowohl proklitisch als auch enklitisch)

### Silbenbetonung
Die Betonung der einzelnen Wörter deckt sich weitestgehend mit der der deutschen Standardsprache. Allerdings gibt es in einigen Fällen – insbesondere bei Ortsbezeichnungen – Abweichungen von der Norm; die Tendenz geht dann zur Betonung auf der ersten Silbe. Beispiele: Zwääbrigge (Zweibrücken) und Neinkeije (auch Näinkaaje) (Neunkirchen). Auch die Wörter Kakao oder auch Muskatnuss werden lokal auf der ersten Silbe betont.
Die Aussprache französischer Begriffe weicht regelmäßig stark von der ursprünglichen französischen ab; sie gehen nahtlos in den Dialekt über, indem sowohl der Lautwert als auch die Betonung angepasst werden. Mitunter wandert die Betonung auf die erste Silbe.

### Endsilben
Auch die Unterschiede zwischen hochdeutschen und saarländischen Endsilben sind in vielen Fällen regelmäßig:
- Unbetontes -en wird im Rheinfränkischen fast immer zu -e, z. B. in allen Verben (lachen→lache, essen→esse, waschen→wäsche, lassen→losse; Ausnahmen: gehen→gehn, sehen→siehn), aber auch in Pluralformen (Laternen→Laderne) und sonstigen Fällen (Karren→Karre), sogar bei Ortsbezeichnungen (München→Minsche, Dillingen→Dillinge). Dies gilt i. A. jedoch nicht für das (südwestliche) Moselfränkische.
- Der Wortbestandteil -agen wird üblicherweise zu -aan:  sagen→saan, Wagen→Waan, schlagen→schlaan.
- Sonstiges unbetontes -n fällt im Rheinfränkischen entweder weg (selten, v. a. im Dativ, siehe Grammatik) oder wird als hochdeutsches -en interpretiert und somit gemäß der obigen Regel zu -e, z. B. in Ampeln→Ambele. Auch von dieser Regel ist das heimische Moselfränkische im Normalfall ausgenommen.

## Grammatik
Abgesehen von der Aussprache existieren eine ganze Reihe grammatikalischer und auch semantischer Unterschiede zur deutschen Umgangssprache.

### „Neutrale Feminina“
Frauen haben im Saarländischen das Neutrum als grammatikalisches Geschlecht. Beispielsweise verwendet das Saarländische nicht die in „normaler“ Umgangssprache üblichen Formen die Anna oder die Hilde, sondern es Anna („das Anna“) oder es Hilde („das Hilde“). Insbesondere am Satzanfang wird das es hierbei üblicherweise zu einem einzelnen s reduziert, so dass sich hierdurch auch phonetisch interessante Konstrukte wie s Susanne ergeben /s‿su'sʌnə/ (die Unterscheidung zwischen stimmhaften und stimmlosen Konsonanten ist nur schwach ausgeprägt; der Artikel wird klitisch, s. o.). Häufig anzutreffen ist auch die Benutzung von ähs dòò oder et lòò, wörtlich übersetzt „sie da“, allerdings mit meist abwertender Konnotation.
Diese Besonderheit der „neutralen Frauen“ ist nicht in einer Geringschätzung der Frauen begründet, sondern kommt daher, dass „das Mädchen“ und „das Fräulein“ grammatikalisch Neutren sind: Die Saarländer sehen quasi alle Frauen als Mädchen/Fräulein an. Auch weibliche Sprecher weichen dieser Regel daher nicht aus.
Eine Ausnahme stellen verheiratete Frauen dar. Sofern nicht der Vorname, sondern der (neu erworbene) Nachname des Ehemannes (mit dem Possessivsuffix -sch versehen) verwendet wird, ist die Frau grammatikalisch feminin: „es Hilde“ – aber „die Bäggasch“ (die „Becker’sche“ = die Frau des Herrn Becker). (S. die (!) Frau).
Eine weitere Ausnahme sind Frauen – unabhängig von ihrem Familienstand –, die gesiezt werden bzw. die mit ihrem Nachnamen referenziert wird: „Die Frau Müller hat gesahd“ – und in der Folge auch „sie hat außerdem gemennt“.
Die neutralen Feminina des Saarländischen sind nicht einzigartig; entsprechendes findet sich etwa im Kölner Dialekt und darüber hinaus.

### Konjugation
Im Präsens Plural gibt es grundsätzlich nur eine einzige Verbform für alle drei Personen: mir sinn, ihr/dir sinn, die sinn (statt „wir sind, ihr seid, sie sind“).
Wie auch in vielen anderen süddeutschen Dialekten ist ein Präteritum ungebräuchlich. Eine Ausnahme bilden die Verben hann (haben) und sinn (sein); jedoch werden die Präteritums-Formen teilweise nur in der Funktion als Hilfsverb zur Bildung des Plusquamperfekts benutzt. Beispielsweise wäre die Wortwahl Isch hott geschdern kää Probleme (‚haben‘ im Präteritum) eher üblich; gebräuchlicher ist die Verwendung des Perfekts: Isch hann geschdern kää Probleme gehatt oder Plusquamperfekts: Isch hott geschdern kää Probleme gehatt.
Umgekehrt wird, wie auch in anderen Regionen gebräuchlich, gerne das Superplusquamperfekt verwendet: Er hott mers gesaat gehatt (RF) „Er hatte es mir gesagt gehabt“. (Anm.: Im Hochdeutschen sind üblicherweise „Er hat es mir gesagt“ (Perfekt), „Er sagte es mir“ (Präteritum) und „Er hatte es mir gesagt“ (Plusquamperfekt) grammatikalisch korrekt.)
Analog zum Standarddeutschen werden die analytischen Konjunktivformen (isch hann→isch hätt, isch krien→isch kräät) zunehmend durch Verbalkonstruktionen verdrängt. Der Konjunktiv II wird in den meisten Fällen mit Hilfe des Konjunktivs des Verbs duun („tun“), in manchen Regionen auch gehn („gehen“) gebildet: isch dääd saan, dass … oder auch isch gäng(d) saan, dass … („ich würde sagen, dass …“). In der deutschen Standardsprache entspricht der Gebrauch von dääd/gäng(d) hier dem Gebrauch von würde. Duun („tun“) wird fast ausschließlich in dieser Funktion als Hilfsverb verwendet; für das Verb „tun“ hat sich ansonsten die Verwendung von mache etabliert. Der Konjunktiv I, welcher im Standarddeutschen in der indirekten Rede verwendet wird, existiert (wie auch in vielen anderen deutschen Mundarten) faktisch nicht oder wird insbesondere beim Zweifeln des Sprechers am Wahrheitsgehalt der wiedererzählten Aussage durch den Konjunktiv II bzw. Verbalkonstruktionen mit dääd/gäng(d) substituiert.
Weit verbreitet, obgleich nicht völlig durchgängig, ist auch die Verwendung des Verbs genn (geben) statt werre (werden). Insbesondere als Hilfs- bzw. Modalverb wird fast ausschließlich werre verwendet. Sowohl die Formulierung Ei Moment mòò, das is so nie gesaat genn als auch Ei Moment mòò, das is so nie gesaat wòòr (beides: „Ja (≈ Ei) Moment mal, das ist so nie gesagt worden“) sind akzeptiert. Insgesamt lässt sich sagen, dass genn zur Bildung des Passivs und als Hauptverb-Ersatz für werden akzeptiert ist, jedoch nicht oder nur selten zur Bildung von Futurformen verwendet wird. Beispiele: Es gebbt nächschde Monat zwää („Es (= sie) wird nächsten Monat zwei (Jahre alt)“); andererseits: Mir werresem schon nit verròòde („Wir werden es ihm/ihr schon nicht verraten“).
Bei der Konjugation einiger Verben werden andere Formen als im Standarddeutschen verwendet, beispielsweise isch hann gebrung (statt „ich habe gebracht“), oder aber isch hann das net gewisst (statt „ich habe das nicht gewusst“), teilweise auch eine andere Form der ersten Person Singular von sinn bei seiner Verwendung als Hilfsverb: Wie isch achzeh genn sinn („Als ich achtzehn (Jahre alt) gegeben (= geworden) bin)“.
Letzteres lässt sich auch mit der Eigenart des Saarländischen erklären, dass die erste Person Singular (sowie alle Pluralformen) mit dem Infinitiv zusammenfällt. Die Konjugationstabelle für den Indikativ Präsens Aktiv sieht für das Saarländische (inklusive Beispiele: gehn „gehen“, hann „haben“, gugge(n) „schauen“/„gucken“, schwätze(n) „reden“) folgendermaßen aus:
| Stufe              | Infinitiv auf -n | Infinitiv auf -n | Infinitiv auf -n | Infinitiv auf -e (rheinfränkisch) | Infinitiv auf -e (rheinfränkisch) | Infinitiv auf -e (rheinfränkisch) | Infinitiv auf -n (moselfränkisch) | Infinitiv auf -n (moselfränkisch) | Infinitiv auf -n (moselfränkisch) |
| ------------------ | ---------------- | ---------------- | ---------------- | --------------------------------- | --------------------------------- | --------------------------------- | --------------------------------- | --------------------------------- | --------------------------------- |
| Standarddeutsch    |                  | gehen            | haben            |                                   | schauen                           | reden                             |                                   | schauen                           | reden                             |
| Infinitiv          | (Formbildung)    | gehn             | hann             | (Formbildung)                     | gugge                             | schwätze                          | (Formbildung)                     | guckn                             | schwätzn                          |
| 1. Person Singular | -n               | isch gehn        | isch hann        | –                                 | isch gugge/guck                   | isch schwätz                      | -n                                | ësch/eisch guckn                  | ësch/eisch schwätzn               |
| 2. Person Singular | -sch oder -schd  | du gehsch(d)     | du hasch(d)      | -sch oder -schd                   | du guggsch(d)                     | du schwäddschd                    | -schd                             | doo/dau guckschd                  | doo/dau schwätzschd               |
| 3. Person Singular | -t/-dd           | er/die/es geht   | er/die/es hadd   | -t/-dd                            | er/die/es guggd                   | er/es schwätzt                    | -t/-d                             | (h)en/er/(h)ett guckd             | (h)en/er/(h)ett schwätzt          |
| 1. Person Plural   | -n               | mir gehn         | mir hann         | -e                                | mir gugge                         | mir schwätze                      | -n                                | mir guckn                         | mir schwätzn                      |
| 2. Person Plural   | -n               | ihr gehn         | ihr hann         | -e                                | ihr gugge                         | ihr schwätze                      | -t/-d                             | dir guckd                         | dir schwätzt/schwätzn             |
| 3. Person Plural   | -n               | die gehn         | die hann         | -e                                | die gugge                         | die schwätze                      | -n                                | se/sée guckn                      | se/sée schwätzn                   |

### Deklination
Die Unterscheidung zwischen den Kasūs ist im Saarländischen weitgehend weggefallen:
- Der Dativ existiert zwar als Kasus; die Nomina werden bei der Deklination üblicherweise im Dativ jedoch nicht verändert, lediglich der Artikel gibt Aufschluss: z. B. die Kinner, de Kinner („die Kinder, den Kindern“).
- Der Akkusativ wird im Allgemeinen durch den Nominativ ersetzt. Lediglich der bestimmte Artikel lässt (insbesondere bei jüngeren Sprechern) den Akkusativ erkennen. Vgl. Hasch du der Dummschwätzer dòò geheerd? („Hast du den Dummschwätzer da gehört?“); aber auch immer häufiger: Hasch du denne Dummschwätzer dòò geheerd? Deutlich wird die abweichende Deklination des Nomens besonders bei (auch substantivierten) Adjektiven, z. B.: „Isch hann e scheena Schingge dòò“ („schöner“ anstatt hochdeutsch dekliniertem „ich habe einen schönen Schinken hier“); oder auch: „Isch hann e Pladda.“ („Platter“) anstatt hochdeutsch dekliniertem „ich habe einen Platten (Reifen).“.
- Der Genitiv existiert nicht. Anstelle des Genitivs treten stattdessen, wie auch in vielen anderen Regionen Deutschlands, üblicherweise Dativkonstruktionen: Entweder mit der Präposition „von“, z. B. Er is de Schwòòer vum Chef. („Er ist der Schwager des Chefs.“) oder als antizipatorische Dativkonstruktion mit resumptivem Possessivpronomen, z. B. em Hilde sei Schwòòer (wörtlich: „dem Hilde sein Schwager“; sinngemäß „Hildes Schwager“).

### Diminutiv
Es gibt drei Diminutivformen. Normalerweise werden die einfachen Formen auf -je und -sche benutzt, z. B. Wutz→Wutzje (Schwein/Schweinchen) oder Waan→Wäänsche (Wagen/Wägelchen). Diesen beiden Formen entspricht das hochdeutsche -chen. Diminutivformen auf -le wie z. B. im Alemannischen bzw. -lein im Hochdeutschen werden hingegen eher nicht verwendet.
Allerdings existiert neben den Formen -je und -sche auch eine seltenere dritte Form des Diminutivs auf -elsche, z. B. Wutzelsche (sinngemäß etwa „besonders niedliches kleines Schweinchen“). Diese dritte Form ist eine besondere starke Form des Diminutivs; sie entspräche im Hochdeutschen quasi einer gleichzeitigen Verwendung von -lein und -chen im selben Wort.
Gelegentlich sind auch diminutivartige Konstrukte bei Verben anzutreffen, z. B. in rumwutzele (von rumwutze), welche wie auch bei den Substantiven die Schärfe einer Aussage mildern und mit einem Augenzwinkern versehen können.
Das Diminutiv in den saarländischen Dialekten verfügt im Gegensatz zum Standarddeutschen über eine eigene Pluralform: Der letzte Buchstabe der Endung wird offener ausgesprochen und entspricht in der Aussprache der standarddeutschen Endsilbe -er (welche normalerweise wie [⁠ɐ⁠] ausgesprochen wird). Beispiele: e Bäämsch[⁠ə⁠] → zwää Bäämsch[⁠ɐ⁠] (Bäumchen), e Mädsch[⁠ə⁠] → zwää Mädsch[⁠ɐ⁠] (Mädchen).

### Pronomina
Ähnlich wie im Niederländischen existieren für viele Pronomina zwei Formen, eine betonte und eine unbetonte, von denen im Normalfall die unbetonte verwendet wird.
| Nominativ   | Nominativ                      | Nominativ                                             | Dativ | Dativ                    | Dativ       | Bemerkungen                                                    |
| Hochdeutsch | unbetont                       | betont                                                | Dativ | Dativ                    | Dativ       | Bemerkungen                                                    |
| ----------- | ------------------------------ | ----------------------------------------------------- | ----- | ------------------------ | ----------- | -------------------------------------------------------------- |
| ich         | isch, sch                      | isch/esch (MF)                                        | mir   | mer                      | mir         |                                                                |
| du          | de                             | du (RF)/dau (MF)                                      | dir   | da, der                  | dir         |                                                                |
| er          | a (sehr kurzes „er“)/(e)n (MF) | der, er (lang)/henn (MF)                              | ihm   | m, em, nem, himm         | demm, dem   |                                                                |
| sie         | se                             | die (selten: sie)/hett (MF)                           | ihr   | ner, rer, er, hiir, heer | der         | selten; vgl. Anmerkung oben über grammatikalisches Geschlecht! |
| es          | s (RF)/et (MF)                 | ähs, das (RF)/dat, et (MF)                            | ihm   | m, em, nem               | demm, dem   | Ersetzt meist die feminine Form, s. o.                         |
| wir         | mer                            | mir                                                   | uns   | oos, uns                 |             |                                                                |
| ihr         | ner/der (MF)                   | ihr/dir (MF)                                          | euch  | eesch, eisch             |             | Auch gängige Höflichkeitsform                                  |
| sie         | se                             | die (selten: sie)/sei (nur Plural), sie (selten) (MF) | ihnen | ne, en, hinnen           | denne, dene |                                                                |

Das Pronomen sie (betont) bzw. se (unbetont) wird nur verwendet für die 3. Person Singular femininum – welche jedoch aufgrund der grammatikalischen Neutralität der Frauen nur selten vorkommt – und für die Höflichkeitsform Sie der Anrede.
Verwendung findet diese 3. Person Singular femininum („die“, „sie“ oder „se“) normalerweise bei Frauen, die mit Nachnamen genannt werden („se“ für „die Frau Müller“), oder bei nur grammatikalisch weiblichen Dingen („se“ für „die Bluum“ = Blume) sowie Anreden/(Berufs)bezeichnungen/Titel („se“ für „die Mudder“ = Mutter).
Als Personalpronomen für die 3. Person Plural wird es hingegen nicht oder nur höchst selten verwendet; typischerweise verwendet man stattdessen als betonte Form die. Die unbetonte Form se (mit sehr kurzem [⁠ə⁠]) kann auch für die 3. Person Plural auftreten, jedoch gewöhnlich nur in enklitischer Stellung, z. B. in Hannse dir sellemòòls kää Geld gebb? – „Haben sie dir damals kein Geld gegeben?“.
Das Adverb dòò (hochdeutsch da im Sinne von hier, dort; jedoch nicht im Sinne von weil) kann auch attributiv bzw. pronominal verwendet werden (hierbei wird es jedoch nicht flektiert), wobei sich für gewöhnlich die Satzstellung wie folgt ändert: Das dòò Audo gefallt mer aarisch gudd. – „Das da Auto (= Dieses Auto) gefällt mir ziemlich gut.“ Die Kombination bestimmter Artikel + dòò ersetzt somit die im Saarländischen ungebräuchlichen Demonstrativpronomina.

### Wortstellung
Bei Konstruktionen aus Hilfsverb plus Infinitiv eines Vollverbs, bei denen im Hochdeutschen das Hilfsverb am Satzende steht, wechselt dieses im Saarländischen mit dem Vollverb die Position. Beispiele sind der Irrealis der Vergangenheit (Jòò, das hättma kenne mache. – „Ja, das hätte man tun können.“) und Nebensätze (Hatma jòò kenna gesaad, dass isch das soll gehn losse. – „Es hat mir ja keiner gesagt, dass ich sie gehen lassen soll.“). Diese Wortstellung findet sich beispielsweise auch im Niederländischen und verschiedenen alemannischen Dialekten.

### Verbindungen mithabenund Adjektiv
Ähnlich wie im Französischen, wird im Saarländischen häufig die Kombination von haben mit einem Adjektiv verwendet, z. B. isch hann kald (ich habe kalt = mir ist kalt) wie französischen j’ai froid.